# Janitzio
Janitzio a mexikói Michoacán állam egyik faluja, mely a Pátzcuaro-tó egy szigetén épült fel, a tó déli részén. Lakói többnyire halászatból és kézművességből élnek: termékeiket szívesen vásárolja az idelátogató nagy számú turista. Megközelítése csak vízi járművel lehetséges, a legközelebbi part kb. 600 méter távolságban húzódik.

## Nevének eredete
Neve a purepecsa nyelvből származik (Janitsïo), jelentése: kukoricavirág, más forrás szerint jelenthet esős helyet vagy halászhelyet is.

## Turizmus
A festői szigetet sok turista keresi fel. Fő vonzereje magán a környezeten és a falun kívül a helyi ősi indián kultúrában rejlik, de különleges a szigetet alkotó hegy csúcsán álló hatalmas, mintegy 40 m magas emlékmű is, mely José María Morelos y Pavónt, a neves függetlenségi harcost ábrázolja. Az emlékmű aljának belsejében Ramón Alva de la Canal nagy méretű falfestménye örökíti meg Morelos életét. A szoborban egy kilátót is kialakítottak.
Helyi hagyomány, hogy halottak napjának éjjelén a halászok gyertyákkal kivilágított hajóikban virrasztanak, magukkal hozva jellegzetes lepke formájú hálóikat is.